# باريون

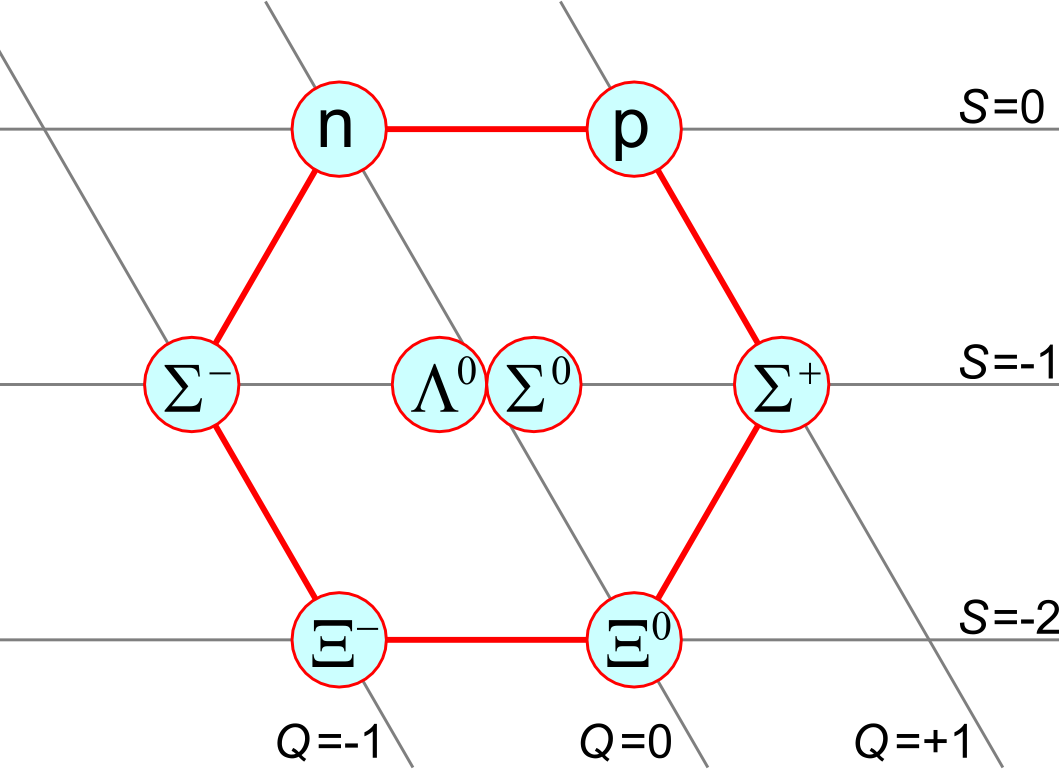

الباريون (بالإنجليزية: Baryon)‏ هو جسيم دون ذري مركب يحتوي على ثلاث كواركات، على عكس الميزون الذي هو من نفس العائلة، ولكن يحتوي على كوارك واحد ونقيض كوارك . ولكن يبقى الباريون والميزون جزءاً من عائلة جسيمات أكبر وهي الهادرونات.
وقد اعتقد إلى 2003 بأن هناك تجارب أظهرت بوجود بنتاكوارك- وهي باريونات «شاذة» مخلقة من أربعة كواركات ونقيض كوارك واحد. لكن وبعد تردد أكدت التجارب التي اجريت خلال سنوات 2015 حتى 2019 اكتشاف وجود البنتاكوارك.

بما أن الباريونات تحتوي على كواركات، فإنها ترتبط مع بعضها بتآثر قوي. على عكس من اللبتونات التي لا تحتوي على كواركات فإن ارتباطها لايحتاج أن يكون تآثر قوي. معظم الباريونات هي بروتونات أو نيوترونات التي يتكون منها معظم المادة المنظورة المتوفرة في الكون، في حين أن الإلكترونات (العنصر الرئيسي الآخر للذرة) هي لبتونات. لكل باريون له جسيم مضاد نظير له (ضديد باريون)، حيث تستبدل الكواركات بكواركات مضادة نظيرة لها. فعلى سبيل المثال، يحتوي البروتون على اثنين كواركات علوية وواحد سفلي; ونظيره مضاد بروتون يحتوي على اثنين كواركات مضادة علوية وواحد كوارك مضاد سفلي.

## أصل التسمية
كلمة الباريون (بالإنجليزية: Baryon)‏ هي مشتقة من الكلمة الإغريقية βαρύς (باري) وتعني الثقيل، وسبب التسمية أنه اعتقد وقت اكتشافه بأنه أثقل جسيم أولي من ناحية الكتلة

## المقدمة
تعتبر الباريونات بأنها فرميونات ذات تفاعل نووي قوي وتخضع لإحصاء فيرمي ديراك، التي تطبق على جميع الجسيمات التي تتبع مبدأ باولي في الانتفاء. هذا على النقيض من البوزونات التي لا تذعن لهذا المبدأ.
تنتمي الباريونات والميزونات إلى الهادرونات، بمعنى أن جسيماتها تحتوي على كواركات، الكوارك لديه رقم باريوني B = 1⁄3، وضديده لديه رقم باريوني هو B = −1⁄3. عادة ما يشير مصطلح باريون إلى كوارك ثلاثي -يحتوي على ثلاث كواركات- (B = 1⁄3 + 1⁄3 + 1⁄3 = 1). الباريونات الشاذة الأخرى التي تم اقتراحها، مثل بنتاكوارك -وهي باريونات متكونة من أربع كواركات وضديد كوارك واحد- (B = 1⁄3 + 1⁄3 + 1⁄3 + 1⁄3 − 1⁄3 = 1)، ولكن بشكل عام وجودها ليس مقبولا. نظريا قد يكون هناك وجود لكل من: هبتاكوارك (5 كواركات، 2 ضديد كوارك)، ونانوكوارك (6 كواركات، 3 ضديد كوارك) الخ.